# Новик (чин)
Новик — молодые люди из дворян, детей боярских и городовых казаков в XVI—XVII веков.
Новики поступали на военную службу в возрасте 15 — 18 лет и впервые внесённые в десятни. Также назывались и дворяне, прослужившие на государевой службе несколько лет, но ещё не вёрстанные денежным и земельным окладом и не служилые. Для записи Новиков посылались окладчики, которые составляли списки. Новики заносились в десятню по дворовому и городовому спискам и внутри них делились по нескольким статьям в зависимости от прохождения, имущественного положения и личных качеств. Эти списки рассматривались особыми "разборщиками", которые назначали каждому жалование или поместный оклад с определением, смотря по способностям, на государеву службу. После назначения на службу с присвоением поместного оклада Новики переходили на положение служилых людей. Определение срока пребывания в Новиках не было. Они являлись людьми подготавливающимися к службе и несли на первых порах несложные обязанности. В мирное время они подготавливались к службе выполнением поручений при городовых воеводах и главным образом исполнением полицейских обязанностей или находились при воеводском дворе.